# Toma de Cayo Cocina
La captura de Cayo Cocina (también conocido como Cayo San Jorge) fue una acción militar española de la guerra anglo-española 15 de septiembre de 1779 en cayo Cocina, Distrito de Belice, Belice.

## Desarrollo
El asentamiento de cayo Cocina, actualmente cayo San Jorge, era la principal población de la región bajo control británico de esta zona costera oriental de la Capitanía General de Guatemala.
Con la captura de cayo Cocina los españoles hicieron prisioneros a ciento cuarenta baymen, cortadores de palo de tinte, y parte de sus esclavos. Los prisioneros fueron conducidos a La Habana (Capitanía General de Cuba) logrando su puesta en libertad con destino a la colonia británica de Jamaica tras la victoria británica en batalla de Black River (1782).
La población fue evacuada por los españoles, trasladándose sus habitantes a otras regiones bajo control británico como isla de Roatán (actual Honduras) o costa de Río Tinto en Juan Francisco Bulnes (Black River en inglés) en Mosquitia (Honduras).  Los españoles impidieron cualquier nuevo establecimiento en la región. Sin embargo, la derrota británica en la guerra de Independencia de Estados Unidos supuso algunas compensaciones para Reino Unido, entre ellas la concesión de derechos de tala para los baymen. De esta manera, tras el  Tratado de París (1783), en 1784 Reino Unido volvió a controlar la región beliceña.